# 7digital
7digital ist ein britischer Anbieter für Digitalvertriebslösungen. Schwerpunkt der Geschäftstätigkeit sind Fertigung und Betrieb von maßgeschneiderten Download-Verkaufsplattformen für Medieninhalte von Künstlern bzw. Labels. In der öffentlichen Wahrnehmung ist 7digital jedoch eher für seinen Online-Musikdienst und die Selbstvermarktungs-Plattform indiestore für Musiker ohne Plattenvertrag bekannt. 7digital wurde 2007 mit einem Red Herring 100 Europe Award ausgezeichnet.

## Unternehmen
Gegründet wurde 7digital im Januar 2004 von den ehemaligen dotmusic-Betreibern Ben Drury und James Kane. Das Unternehmen hat seinen Hauptsitz in London, Vereinigtes Königreich.
In der ersten Hälfte des Jahres 2008 konnte 7digital in seinen Online-Filialen im Vergleich zum Vorjahreszeitraum eine Umsatzsteigerung vom 300 Prozent erreichen und verzeichnete im März 2008 1,2 Millionen registrierte Nutzer. Im Vereinigten Königreich bildet 7digital den zweitgrößten Online-Musikdienst.
2017 erfolgte die Übernahme von der Media-Saturn B2B-Konzerntochter 24-7 Entertainment GmbH inklusive JUKE, wobei Media-Saturn zugleich größter Anteilseigner und wichtigster Kunde von 7digital wird. In der Pressemitteilung freut sich Simon Cole (Chief Executive Officer von 7digital) über die „24-7-Technologie“ die eine hervorragende Ergänzung für 7digital darstellt und ein attraktives Dienstleistungsgeschäft beinhaltet wie dem dänischen Telekommunikationsanbieter TDC.
Am 1. Mai 2019 wurde per Vertrag beschlossen, dass die Media-Saturn ihre Zusammenarbeit mit 7digital beendet und ihren 11,5 %-Anteil ordnungsgemäß verkauft nach der Zahlung einer Abfindung in Höhe von 4,5 Mio. Euro. Der Vertrag beinhaltet insbesondere die Verrechnung der Kosten der Beendigung von Juke Musikstreaming.

## Angebot
Ein wesentlicher Unterschied zu Wettbewerbern besteht im Umstand, dass 7digital nicht ausschließlich ein Vollsortiment mit dem eigenen Firmennamen als Identifikationsmarke anbietet. Vielmehr tritt die Firma bei den allermeisten der über 1000 gemeinhin als „Stores“ bezeichneten Download-Portalen und -Anbindungen namentlich nur als technischer und administrativer Dienstleister in Erscheinung (Stand 8/2008). In dieser Funktion betreibt 7digital beispielsweise das deutsche Musikdownload-Portal der EMI, stellt die Download-Funktionalität für last.fm bereit u. v. m.

### Formate
Die von 7digital betriebenen Stores setzten bereits frühzeitig auf einen mehrformatigen Ansatz. Während andere Angebote sich häufig auf ein einzelnes Dateiformat festgelegt haben, findet man in 7digital-Stores häufig die Möglichkeit, (in Abhängigkeit von der Repertoire-Politik des jeweiligen Lizenzeigners) zwischen WMA, AAC, oder MP3 zu wählen; die erhältlichen Qualitätsstufen rangieren beim Audio-Angebot von 192 kbit/s über 256 kbit/s bis 320 kbit/s. Auch Videos werden üblicherweise in mehr als einem Format vorgehalten, meist WMV und MP4 in verschiedenen Auflösungen.
Der an sich gutgemeinte Ansatz sorgt gelegentlich für Kritik, besonders in Stores mit Repertoire von verschiedenen Anbietern, da es für Konsumenten offenbar nicht transparent (genug) ist, warum manche Titel im uneingeschränkt nutzbaren MP3-Format erhältlich sind, andere hingegen nur in nutzungsbeschränkten Formaten wie WMA oder AAC.
Format und Qualitätsstufe (Auflösung/Datenrate) sind jedoch auf den Produktseiten jeweils sichtbar ausgewiesen. Als MP3 verfügbare Titel werden mit einem orangefarbenen MP3-Logo hervorgehoben.
Je nach Lizenzeigner sind Titel im Angebot von 7digital mit oder ohne DRM (englisch Abkürzung für Digital Rights Management, das heißt Kopierschutz bzw. Nutzungsbeschränkung/en) erhältlich. Aufgrund oben genannter Gründe kann es durchaus lohnend sein, genau auf die Formatkennzeichnungen der dort erhältlichen Produkte zu achten.

#### Weiteres
- Die Mitte 2007 gestarteten neuen Vollsortiment-Stores[3] bieten die Möglichkeit, Titel gezielt nach Format zu suchen. Effektiv bedeutet die Option, ausschließlich MP3-Dateien anzeigen zu lassen, für Konsumenten die Möglichkeit, DRM-freien Content aus dem Angebot filtern zu können. Der Anteil an DRM-freiem Repertoire (MP3) bildet deutlich über 80 % des Gesamtangebotes (Stand 8/2008).[11]
- 7digital betreibt außerdem in Kooperation mit der Computec Media Group das Download-Portal Nowdio, bei dem ausschließlich DRM-freie Medieninhalte zum Kauf bzw. Download angeboten werden.[12]

### Katalogausstattung
In seinen eigenen Filialen bietet 7digital Repertoire aller Majors und einer Vielzahl von Independent-Labels in Form von Einzeltiteln, Alben etc. an.
Folgende Lizenz-Verträge sind besonders hervorzuheben:
- Anfang 2007 – Der gesamte Katalog vom EMI steht ohne DRM-Beschränkungen zur Verfügung.
- August 2007 – Erster Partner für den Online-Vertrieb von 24 Alben der The Rolling Stones, für den Zeitraum 1971 bis 2005 ohne DRM-Beschränkungen.[13]
- September 2007 – Erster Partner für den Online-Vertrieb von Pink Floyd’s gesamten Back-Katalog ohne DRM-Beschränkungen.[14]
- September 2007 – Erster Partner für den Online-Vertrieb von Radioheads gesamten Back-Katalog ohne DRM-Beschränkungen. Es können nur komplette Alben heruntergeladen werden, keine Einzeltracks.[15]
- März 2008 – Warner Music stellt seinen kompletten Musik-Katalog im MP3-Format ins Angebot.[16]
- September 2008 Mit Sony BMG gewinnt 7digital.com den letzten der vier großen Musikkonzerne für die Umstellung des Angebotes auf MP3 und ist damit der erste europäische Download-Anbieter, der die Kataloge aller Major-Labels DRM-frei verfügbar macht.[17] Zunächst erfolgt diese Umstellung nur im Vereinigten Königreich, allerdings soll sie bis Ende 2008 auch außerhalb Großbritanniens umgesetzt werden.

#### Verfügbarkeit DRM-freier Inhalte von Major-Labels
| Store                  | EMI | Sony BMG | Universal | Warner |
| ---------------------- | --- | -------- | --------- | ------ |
| Vereinigtes Königreich | ja  | ja       | ja        | ja     |
| Irland                 | ja  | ja       | ja        | ja     |
| Deutschland            | ja  | ja       | ja        | ja     |
| Österreich             | ja  | ja       | ja        | ja     |
| Schweiz                | ja  | teils    | nein      | ja     |
| Frankreich             | ja  | nein     | nein      | ja     |
| Spanien                | ja  | nein     | nein      | ja     |

### Bezahlverfahren
Die Bezahlung der Einkäufe ist mit Kreditkarte oder PayPal möglich.
7digital bietet ausschließlich à la carte-Downloads an, das heißt die Möglichkeit, Produkte einzeln nach Wunsch zu erwerben. Abo-Modelle und ähnliches sind derzeit nicht Teil des Angebots.

### Zugang, Beschränkungen
- 7digital Onlineshops können unter ausschließlicher Verwendung eines Webbrowsers genutzt werden und benötigen keine zusätzliche Software (im Gegensatz zu Angeboten wie beispielsweise dem iTunes-Store, der nur mit dem Programm iTunes von Apple nutzbar ist).
- Verkaufsgebiete sind das Vereinigte Königreich, Irland, Frankreich, Spanien und Deutschland; Österreich, Schweiz und die Vereinigten Staaten folgen demnächst (Stand August 2008).
  - Der Zugang zu den länderspezifischen Filialen ist üblicherweise auf IP-Adressen des jeweiligen Landes beschränkt; das heißt bei 7digital.de können beispielsweise nur Kunden einkaufen, die über einen deutschen ISP ins Netz gehen.
- Teile des erhältlichen Repertoires sind gegenwärtig noch nutzungsbeschränkt.

## Trivia
Anfangs enthielten alle Preise die Ziffer 7, was als Anspielung auf den Firmennamen gedacht war. Alben kosteten beispielsweise 10,77 €. Mitte 2007 wurde davon abgelassen.